# Furdek Mátyás
Furdek Mátyás (Marosújvár, 1928. május 20. – Kolozsvár, 2000. szeptember 26.) jogász, közgazdász, gazdasági szakíró.

## Életútja
Marosvásárhelyen tett érettségi után a kolozsvári Bolyai Egyetem jogi és közgazdasági karán államvizsgázott 1952-ben, a Bolyai, majd a Babeș-Bolyai Egyetem politikai gazdasági tanszékén tanított. Számos napilap és folyóirat munkatársa, a Korunk és A Hét rendszeresen közölte tanulmányait. A mezőgazdasági termelőszövetkezetekről (1959–65), majd a világ élelmezési kérdéseiről (1967–68), a dinamikus iparfejlesztésről (1969), a minőségi mutatókról, a gazdasági mechanizmusról, a tudományos-műszaki forradalom tervszerűségéről (1977–79) írt számos cikket. Tagja volt a politikai gazdaságtan tankönyvét magyarra fordító munkaközösségnek.